# دون إيرل
دون إيرل (بالإنجليزية: Don Earl)‏ هو لاعب كرة قدم أسترالية أسترالي، ولد في 4 يناير 1933، وتوفي في 29 أبريل 2014.

## وصلات خارجية
- دون إيرل على موقع AustralianFootball.com (الإنجليزية)
- دون إيرل على موقع AFLtables.com (الإنجليزية)